# Lijst van beelden in Lommel
Dit is een chronologische lijst van beelden in Lommel. Onder een beeld wordt hier verstaan elk driedimensionaal kunstwerk in de openbare ruimte van de Belgische gemeente Lommel, waarbij beeld wordt gebruikt als verzamelbegrip voor sculpturen, standbeelden, installaties en overige beeldhouwwerken.
| Geplaatst            | Omschrijving                                                                             | Kunstenaar                                             | Straat                                                               | Plaats                         | Materiaal                | Afbeelding        |
| -------------------- | ---------------------------------------------------------------------------------------- | ------------------------------------------------------ | -------------------------------------------------------------------- | ------------------------------ | ------------------------ | ----------------- |
| 1907                 | Christusbeeld                                                                            |                                                        | Dubbelrij 50                                                         | Lommel, Werkplaatsen           |                          |                   |
| 1912 /1913           | Stadswapen, bestaande uit twee schapen onder een eik                                     |                                                        | Dorp 58, Raadhuis van Lommel                                         | Lommel, Centrum                |                          |                   |
| 1920                 | Monument voor de doden oorlogsmonument                                                   | Frans Jochems                                          | Kerkplein,                                                           | Lommel, Centrum                |                          |                   |
| 1927-1928            | Heilig Hartbeeld                                                                         | Michiel Geysels                                        | Martinus van Gulplaan nabij 40, Sint-Barbarakerk Lommel-Werkplaatsen | Lommel, Werkplaatsen           |                          |                   |
| 1927                 | Gedenksteen, slachtoffers 1914-1918, oorlogsmonument                                     |                                                        | Luikersteenweg 451, parochiekerk Sint-Jozef                          | Lommel, Kolonie                | steen                    |                   |
| 1927-1965            | Mariapark, bedevaartpark                                                                 |                                                        | Martinus Van Gurplaan nabij 40                                       | Lommel, Werkplaatsen           |                          |                   |
| 1938                 | Sint-Antonius van Padua                                                                  |                                                        | Luikersteenweg 237, Sint-Antonius van Paduakerk                      | Lommel, Barrier (Grote Bareel) |                          |                   |
| 1938                 | Heilige Jozefbeeldje met bekronend kruis                                                 |                                                        | Roerstraat 4, Sint-Jozefskapel                                       | Lommel, Stevensvennen          |                          |                   |
|                      | Heilige Pierre-Julien Eymard                                                             |                                                        | Oude Diestersebaan, Parochiekerk Heilig Sacrament                    | Lommel, Kattenbos              |                          |                   |
|                      | Mariabeeld                                                                               |                                                        | Oude Diestersebaan 1, Buurthuis Klosterhof                           | Lommel, Kattenbos              |                          |                   |
|                      | Heilig Hartbeeld                                                                         |                                                        | Luikersteenweg 451, parochiekerk Sint-Jozef                          | Lommel, Kolonie                |                          |                   |
|                      | Gedenksteen Eerwaarde Heer Karel Gaethofs (gevel van de kerk)                            |                                                        | Kerkplein 1, Sint-Pietersbandenkerk                                  | Lommel, Centrum                |                          |                   |
|                      | Mariakapel 1940-1945 oorlogsmonument                                                     |                                                        | Luikersteenweg 587, 3920 Lommel                                      | Lommel                         |                          |                   |
| 1959                 | Vrouwenfiguur met lauwerkrans oorlogsmonument                                            | Marion Wnuk                                            | Luikersteenweg 3, Poolse Militaire Begraafplaats                     | Lommel                         | steen                    |                   |
| 1959                 | Gedenkmuur oorlogsmonument                                                               |                                                        | Luikersteenweg 3, Poolse Militaire Begraafplaats                     | Lommel                         |                          |                   |
|                      | Monument voor Martinus van Gurp oorlogsmonument                                          |                                                        | Martinus van Gurplaan / N712                                         | Lommel, Werkplaatsen           | steen                    |                   |
|                      | Monument Joe's Bridge oorlogsmonument                                                    |                                                        | Vaartstraat (nabij nr. 68) Barrierspark                              | Lommel, Barrier (Grote Bareel) |                          |                   |
|                      | Kruisigingsgroep oorlogsmonument                                                         | Robert Tischler                                        | Dodenveldstraat 30, Duitse militaire begraafplaats                   | Lommel, Kattenbos              | basalt                   |                   |
| 1973                 | Hymne voor de overledenen                                                                | Jeanne Luykx                                           | Norbert Neeckxlaan 156, Begraafplaats Centrum (stedelijke)           | Lommel, Centrum                | hout, Frans eiken        |                   |
| 1983                 | de Teut                                                                                  | Hieronymus van Reijniers                               | Marktpein / Dorp                                                     | Lommel, Centrum                | rode Duitse zandsteen    |                   |
| 1990                 | Obelisk                                                                                  | Michel Martens                                         | Heerdgang / Dorp                                                     | Lommel, Centrum                | Spiegelglas /float glass |                   |
| 1990                 | Project Damokles IV, boomkroon                                                           | Tim Ulrichs                                            | Kerkplein, (in de boomkroon, lindeboom)                              | Lommel, Centrum                |                          |                   |
| 1993                 | Evolutie in de Orion-Nevel , Gouden krul, dakversiering                                  | Luk van Soom                                           | Adelbergpark 1, Cultureel Centrum De Adelberg                        | Lommel, Centrum                | polyester, bladgoud      |                   |
| 1993                 | De avonturen van Luciano van Somosota (dakversiering)                                    | Luk van Soom                                           | Vreyheyt, appartementengebouw De Vreyheyt                            | Lommel                         |                          |                   |
| 1996                 | In Harmonie                                                                              | Joz. de Loose                                          | Kerkplein                                                            | Lommel, Centrum                | brons                    |                   |
| 1996                 | Mobiel                                                                                   | Albert Cuypers                                         | Luikersteenweg, voor parochiekerk Sint-Jozef                         | Lommel-Kolonie                 |                          |                   |
| 1997                 | Sint-Barbarabeeld                                                                        | Helena Verherstraeten                                  | Martinus Van Gurplaan 15, 47, Sint-Barbarakerk Werkplaatsen          | Lommel, Werkplaatsen           |                          |                   |
| 1997                 | Kosmos Logo (10 jaar kunstvereniging Kosmos)                                             | Dieter Prössler                                        | Blauwe kei, parkeerterrein                                           | Lommel, Blauwe Kei             |                          |                   |
| 2006                 | Uil                                                                                      | Jan Slegers en Jan Moelans                             | Waaltjesbos                                                          | Lommel                         | eikenhout                |                   |
| 2007                 | Grafzerk Charlotte J. van der Seijs                                                      | Philip Wiesman                                         | Norbert Neeckxlaan, Begraafplaats centrum                            | Lommel                         | steen                    |                   |
| 2000                 | Homo Emo-Ratio                                                                           | Harry Schepens                                         | Mudakkers                                                            | Lommel                         | blauw harsteen           |                   |
| 2000                 | De Buitenmens                                                                            | Henk Visch                                             | Frans van Hamstraat nabij 9, Burgemeesterspark                       | Lommel, Centrum                | brons                    |                   |
| 2001                 | Boom van hoop en glorie                                                                  | Luk Van Soom                                           | Maatheide 1320, bedrijf Edibo nv                                     | Lommel                         | staal                    |                   |
| 2009                 | Together (Kunst in de wijken)                                                            | Maike Mei Lan                                          | Torenstraat                                                          | Lommel, Lutlommel              |                          |                   |
| 2009                 | Echtpaar (Kunst in de wijken)                                                            | Arie Kalisvaart                                        | Slinkerstraat nabij 64, kerkgebouw                                   | Lommer, Heide-Heuvel           | brons                    |                   |
| 2009                 | Saturnus (Kunst in de wijken)                                                            | Niko Hendrickx                                         | rotonde Gerard Mercatorstraat /Balendijk                             | Lommel, Balendijk              |                          |                   |
| 2010                 | Leaf from Umbrella Tree (Kunst in de wijken)                                             | Clemens Briels                                         | Jan Davidlaan 9, Kunstacademie Noord-Limburg                         | Lommel, Centrum                |                          |                   |
| 2010                 | Taboo in Chains (Kunst in de wijken)                                                     | Delphine Boël                                          | Hertog Jan plein 1, Huis van de Stad (binnen in het gebouw)          | Lommel, Centrum                |                          |                   |
| 2010                 | Zelfbewuste vrouw (Kunst in de wijk)                                                     | Friedy Duijsters                                       | Frederik van Eedenstraat 1 (naast de kerk)                           | Lommer, Heeserbergen           |                          |                   |
| 2010                 | De Poort (Kunst in de wijk)                                                              | Liliane Vertessen                                      | Noord Zuid Verbinding / N715                                         | Lommel, Kolonie                |                          |                   |
| 2010                 | Cosmogolem, mensenbeeld in kleur met enorme handen en voeten                             | Koen Vanmechelen                                       | Stationsstraat 21, Huis van de Wereld                                | Lommel                         |                          |                   |
| 2010                 | Paaseiland op vakantie                                                                   | Sjer Jacobs                                            | Vaartstraat, Barrierspark (in het water)                             | Lommel                         | cortenstaal              |                   |
| 2013                 | Sierre Monument                                                                          | Marcel Haccuria                                        | Sint-Ambrosiusstraat nabij 33, basisschool 't Stekske                | Lommel, Kolonie                | glas                     | Meer afbeeldingen |
| 2014                 | Bevlindert 8 kunstwerken. Vlinderwandeling                                               | Will Beckers                                           | Zandstraat nabij 18                                                  | Lommel, Kattenbos              |                          |                   |
| 2015                 | Sint Jan-Baptist                                                                         | Hieronymus Reijniers                                   | Kerkhovensesteenweg 426, Parochiekerk Sint-Jan-Baptist               | Lommel, Kerkhoven              |                          |                   |
| 2015                 | De Reus van Bosland (uitkijktoren)                                                       | Nico Mullens, Ateliereen architecten / MAMU Architects | Lossinseweg, Lommelse Sahara                                         | Lommel                         | staal                    |                   |
| 2015                 | Zonder titel, Gestapelde geperste gekleurde glasblokken, hoog 2,70, gewicht bijna 500 kg | Elizabeth Kelly                                        | Hertog Jan Plein 1, Huis van de Stad                                 | Lommel                         | geperst glas             |                   |
| 2015/2017            | Lommel Leven Liefde                                                                      | Liliane Vertessen                                      | bij kruispunt N71, Ringlaan / Gerard Mercatorstraat                  | Lommel, Werkplaatsen           | inox                     |                   |
| 2017                 | Sint-Paulus en Sint-Petrus (in portaal)                                                  |                                                        | Kerkplein 1, Sint-Pietersbandenkerk                                  | Lommel, Centrum                |                          |                   |
| 2018                 | Forum van de mensenrechten                                                               | Margot Homan, Glasatelier Hagemeier                    | Adelbergpark / Prinses Astridpark                                    | Lommel, Centrum                | brons, glas              | Meer afbeeldingen |
| 2018                 | Veemarkt (20 zitelementen met schapen)                                                   | Kasper Bosmans                                         | Kerkstraat / Lepelstraat                                             | Lommel, Centrum                | beton, emaille           |                   |
| 2018                 | Gedenkboom                                                                               | Diederik Events                                        | Norbert Neeckxlaan, Crematorium Stuifduin                            | Lommel                         |                          |                   |
| 2009                 | I had to pay for justice this Evening II Glazen zwarte cirkel                            | Ilse Van Roy                                           | Norbert Neeckxlaan, Crematorium Stuifduin                            | Lommel                         | glas                     |                   |
| 2020                 | Blijvend herinneren eerbetoon aan Marc De Koninck                                        | Boud Ceysens                                           | Gerard Mercatorstraat 24, bedrijf Derdaele                           | Lommel                         |                          |                   |
| 2021                 | Groene Parels (project Naar de kern)                                                     | Elise Eeraerts                                         | Dorp                                                                 | Lommel, Centrum                |                          |                   |
| 2022                 | Onument, Herdenkingsmonument voor coronaslachtoffers in Lommel                           | Bas Smets                                              | Norbert Neeckxlaan 156, Stedelijke begraafplaats                     | Lommel, Centrum, Lutlommel     |                          |                   |
| 2023                 | Zonder titel rond kunst- en zitelement                                                   | Frits Jeuris                                           | Stationsstraat 206, De Biehal                                        | Lommel                         | (rest) hout              |                   |
| 2023                 | Zonder titel Warmste begraafplaats van Vlaanderen, houtsnijwerk                          | David Daems                                            | Norbert Neeckxlaan, Begraafplaats Centrum                            | Lommel                         | hout                     |                   |
| 2024 (open in maart) | House of Nature (toegangspoort van Bosland, de installatie bestaat uit 3 zones)          | Will Beckers                                           | Speelpleinstraat nabij 13                                            | Lommel                         |                          |                   |
|                      | Ontmoeting in Beeld                                                                      | Judith Sevens                                          | Kerkhovensesteenweg 426                                              | Lommel, Kerkhoven              | keramiek                 |                   |
|                      | De overwinnaar en de Overwonnene (zuil)                                                  | Pellens en Custers                                     | Frans van Hamstraat nabij 9, Burgemeesterspark                       | Lommel, Centrum                | smeedijzer               |                   |
|                      | Muurrelief                                                                               |                                                        | Jacob Smitsdreef 2, 't Wilgenhuys                                    | Lommel                         |                          |                   |
|                      | Driezit                                                                                  | Ludo Huys                                              | Evenementenhal De Soeverein                                          | Lommel                         | polyester                |                   |
|                      | Spiraal                                                                                  | Hilde Van Sumere                                       | park De Soeverein                                                    | Lommel                         | beton                    |                   |
|                      | Zonder titel                                                                             | Berufliches Schulencentrum Oldenwaldkreis              | Dodenveldstraat 30, voor de Duitse militaire begraafplaats           | Lommel, Kattenbos              | hout                     |                   |
|                      | Samenwerking als basis van vooruitgang                                                   | Boud Ceysens                                           | Gerard Mercatorstraat 24, bedrijf Derdaele                           | Lommel                         | staal                    |                   |
|                      | Teamwork Obelisk                                                                         | Boud Ceysens                                           | Gerard Mercatorstraat                                                | Lommel                         | staal                    |                   |
|                      | Tyrannosaurus Rex                                                                        |                                                        | Gerard Mercatorstraat 10, DD2 Businesscenter                         | Lommel                         | kunststof                |                   |